# Дэ Цзяоцзяо
Дэ Цзяоцзя́о (кит. упр. 德娇娇, пиньинь Dé Jiāojiāo, 5 января 1990, Внутренняя Монголия, Китай) — китайская хоккеистка (хоккей на траве), полевой игрок. Участвовала в летних Олимпийских играх 2012 и 2016 годов.

## Биография
Дэ Цзяоцзяо родилась 5 января 1990 года в китайском автономном районе Внутренняя Монголия.
Играла в хоккей на траве за «Тяньцзинь».
В 2012 году вошла в состав женской сборной Китая по хоккею на траве на летних Олимпийских играх в Лондоне, занявшей 6-е место. Играла в поле, провела 6 матчей, мячей не забивала.
В 2016 году вошла в состав женской сборной Китая по хоккею на траве на летних Олимпийских играх в Рио-де-Жанейро, занявшей 9-е место. Играла в поле, провела 5 матчей, мячей не забивала.
Завоевала полный комплект медалей летних Азиатских игр: в 2010 году в Гуанчжоу выиграла золотую награду, в 2014 году в Инчхоне — серебряную, в 2018 году в Джакарте — бронзовую.